# 유지서
유지서(劉地緖, ? ~ ?)는 전한 말기의 제후로, 하간헌왕의 후손이다.

## 행적
아버지 유승의 뒤를 이어 악향후(樂鄕侯)에 봉해졌으나, 전한이 멸망하여 작위가 박탈되었다.

## 출전
- 반고, 《한서》 권15하 왕자후표 下

| 선대 아버지 악향희후 유승 | 전한의 악향후 ? ~ 8년 | 후대 (전한 멸망) |